# Quimet Sabaté
Joaquín Sabaté Casanova, conocido artísticamente como “Quimet Sabaté” (Mora la Nueva, comarca de Ribera de Ebro, provincia de Tarragona, 7 de mayo de 1936 - Barcelona, 29 de septiembre de 2024) fue un pintor catalán. 

## Obra
De formación totalmente autodidacta, se podría decir que es un pintor figurativo “a la manera clásica”, aunque con dos líneas de trabajo diferenciadas, que cultivó en paralelo desde principio de los años 80.
Pintura representativa tradicional en retratos, paisajes, marinas y bodegones, pero que, especialmente en las obras pertenecientes a los tres últimos géneros, presentan un aspecto texturado y matérico gracias al trabajo a espátula del óleo tanto en la preparación del soporte como en la ejecución del tema.
Pintura adscrita al surrealismo figurativo inspirado en Salvador Dalí, al que había admirado desde niño y al que tuvo ocasión de conocer mejor a través de su amigo Àngel Planells i Cruañas, importante pintor del surrealismo catalán, amigo íntimo y contemporáneo de Dalí. En todas estas composiciones se encuentran elementos francamente eróticos, fantásticos, mágicos y oníricos.

## Reseña biográfica
En 1953, cuando contaba diecisiete años, la familia se traslada a Barcelona para que Quimet y su hermano gemelo Joan (que posteriormente sería su representante comercial a lo largo de toda la vida) pudieran aspirar a un mejor futuro en la gran ciudad. 
A su llegada, entró a trabajar en la histórica empresa de rotulación Fontcuberta, mientras acudía a talleres de pintores barceloneses de la época, como Rosendo González Carbonell y otros, lo que le permitió perfeccionar la técnica de la pintura al óleo, a la que se dedicó casi en exclusividad durante toda su trayectoria artística. 
Por aquellos años, entró en contacto con el marchante de arte internacional húngaro Peter Sugar Kunt, quien se interesó por su pintura y adquirió su producción con carácter exclusivo hasta su marcha a Tetuán (Marruecos) para cumplir el servicio militar en 1958.
En 1960, mostró públicamente su primera producción artística en una exposición individual en las salas del Orfeó Català de México D.F., que supondría el inicio de su carrera pictórica. 
En los años siguientes realizó exposiciones individuales en Girona (1961 a 1971), Barcelona (1972, 1986 y 1987), París (1974), Madrid (1977), Toronto (1979), New York (1982), Marsella (1984) y Sitges (1988) y participó en muestras colectivas en Quebec (1981 y 1987), México  D.F (1982), Madrid (1984 y 1986), Barcelona (1985 y 2017) y Córdoba (2019).
Las secuelas físicas tras un accidente de tráfico sufrido en 2017 significaron el fin de su producción artística. 

## Exposiciones individuales[1]
- 1988 Sala Patronat, Sitges, España
- 1987 Sala Unión De Arte, Barcelona, España
- 1986 Sala Unión De Arte Barcelona, España
- 1984 Sala Marelli, Marsella, Francia
- 1982 Vellve Company, New York, Estados Unidos
- 1979 Sala Bellovits, Toronto, Canadá
- 1977 Galería Quixote, Madrid, España
- 1974 Sala Van Den Torren, París, Francia
- 1972 Taller de Picaso, Barcelona, España
- 1961−1971 Salón Municipal, Girona, España
- 1960 Orfeó Català, México D.F., México

## Exposiciones colectivas[1]
- 2019 Simulacrum Bourrée. Centro de Arte Rafael Botí, Córdoba, España
- 2017 The Spirit Of Imagination. Sala Senda, Barcelona, España [3]
- 1987 Fundación Roger Saucier, Quebec, Canadá
- 1986 III Muestra Plástica Internacional, Madrid, España
- 1985 Abstracción Figurativa VII, Barcelona, España
- 1984 II Bienal Artes Plásticas, Madrid, España
- 1982 Galería Mezanine, México D.F., México
- 1981 Fundación Roger Saucier, Quebec, Canadá
- 1977 Gran Premio Moser, New York, Estados Unidos
- 1976 Salon de l'Art Libre Palais des Beaux-Arts de la Ville de Paris, París, Francia
- 1973 IV Bienal del Deporte en las Bellas Artes, Madrid, España
- 1971 Pintores Catalanes Actuales, Barcelona, España
- 1969 II Bienal del Deporte en las Bellas Artes, Madrid, España
- 1959 Salón De Otoño, Palma de Mallorca, España

## Distinciones
- 2003 Académico por la Academia Internacional "Il Marzocco", Florencia, Italia
- 1999 Diploma de Finalista II Certamen de Pintura Deportiva. Fundación Zerumuga, Sitges, España
- 1999 Decreto de Mérito Outstanding Artists and Designers of the 20th Century, Cambridge, Reino Unido
- 1998 Premio Especial Votación Popular I Certamen de Pintura Deportiva. Fundación Zerumuga, Sitges, España
- 1996 Académico por la Accademia Internazionale Greci-Marino (Academia del Verbano di Lettere, Arti, Scienze) Novara, Italia